# Josef Pfefferle
Josef Pfefferle (* 16. Juni 1862 in Innsbruck; † 25. Mai 1939 in Zirl) war ein österreichischer Mosaizist.

## Leben
Pfefferle erlernte bei Franz Plattner in Zirl die Malerei und von 1875 bis 1878 in Venedig die Mosaikkunst. Anschließend arbeitete er in der Tiroler Glasmalerei und Mosaik Anstalt. 1900 machte er sich selbstständig und gründete die Zirler Mosaikanstalt, die zeitweise bis zu zehn Mitarbeiter hatte. Dort entstanden zahlreiche Mosaiken nach Entwürfen von Künstlern wie Emanuel Raffeiner und Rudolf Margreiter im Stil der Nazarener, der Neugotik und der Secession. Die Mosaikanstalt erhielt Aufträge nicht nur aus Tirol, sondern auch aus Graz, Salzburg, Preßburg, Brünn und New York. Sein Sohn Josef Pfefferle jun. (1903–1988) und dessen Nachkommen setzten nach dem Zweiten Weltkrieg die Mosaiktradition fort.

## Auszeichnungen
- Kammerlieferant des Prinzen von Sachsen-Coburg, 1903
- Silbermedaille bei der Weltausstellung in St. Louis, USA, 1904
- Kammerlieferant von Erzherzog Eugen, 1905
- Goldenes Ehrenzeichen für Verdienste um die Republik Österreich, 1927[2]

## Werke

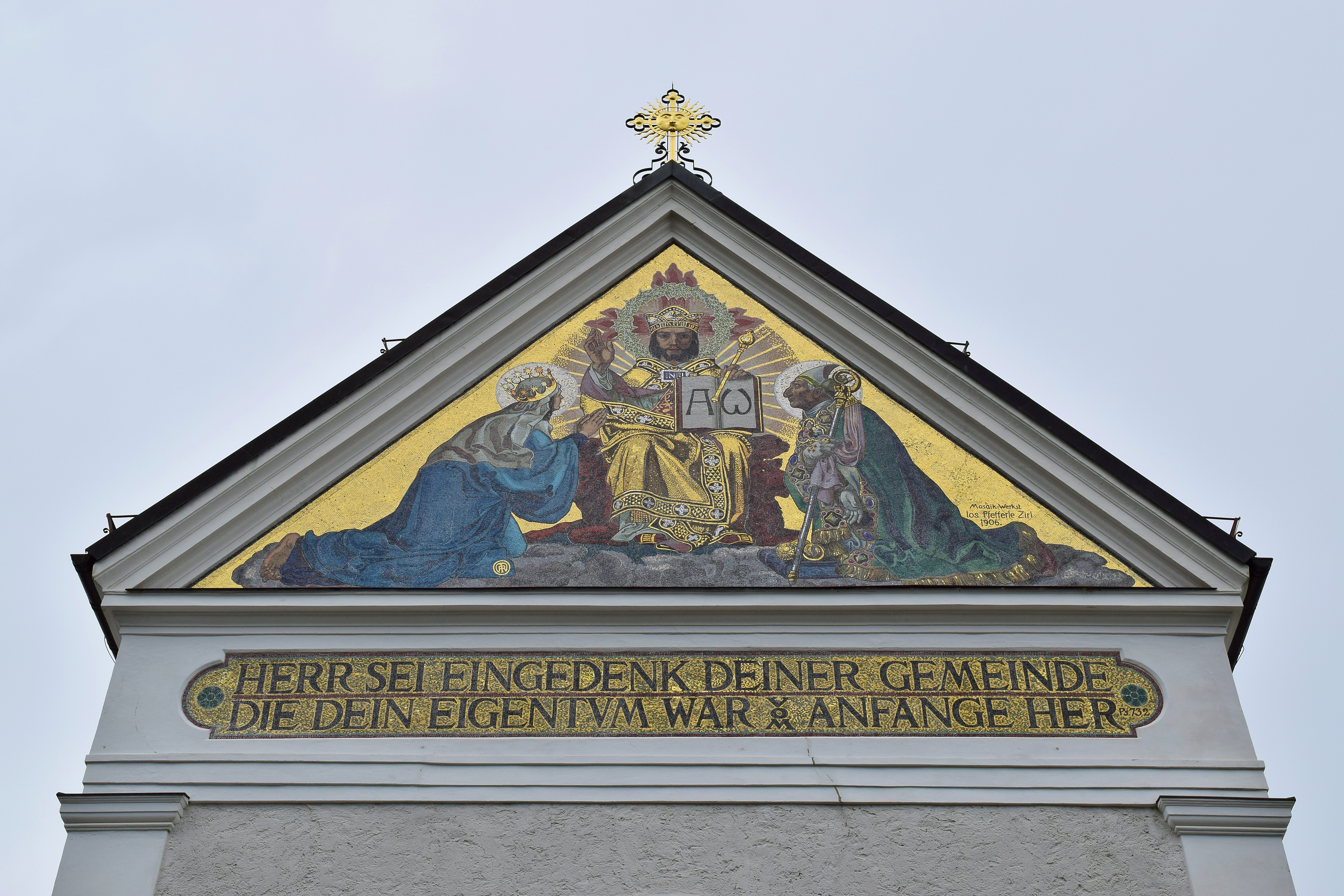
Giebelmosaik an der Pfarrkirche Reith bei Seefeld (1906)

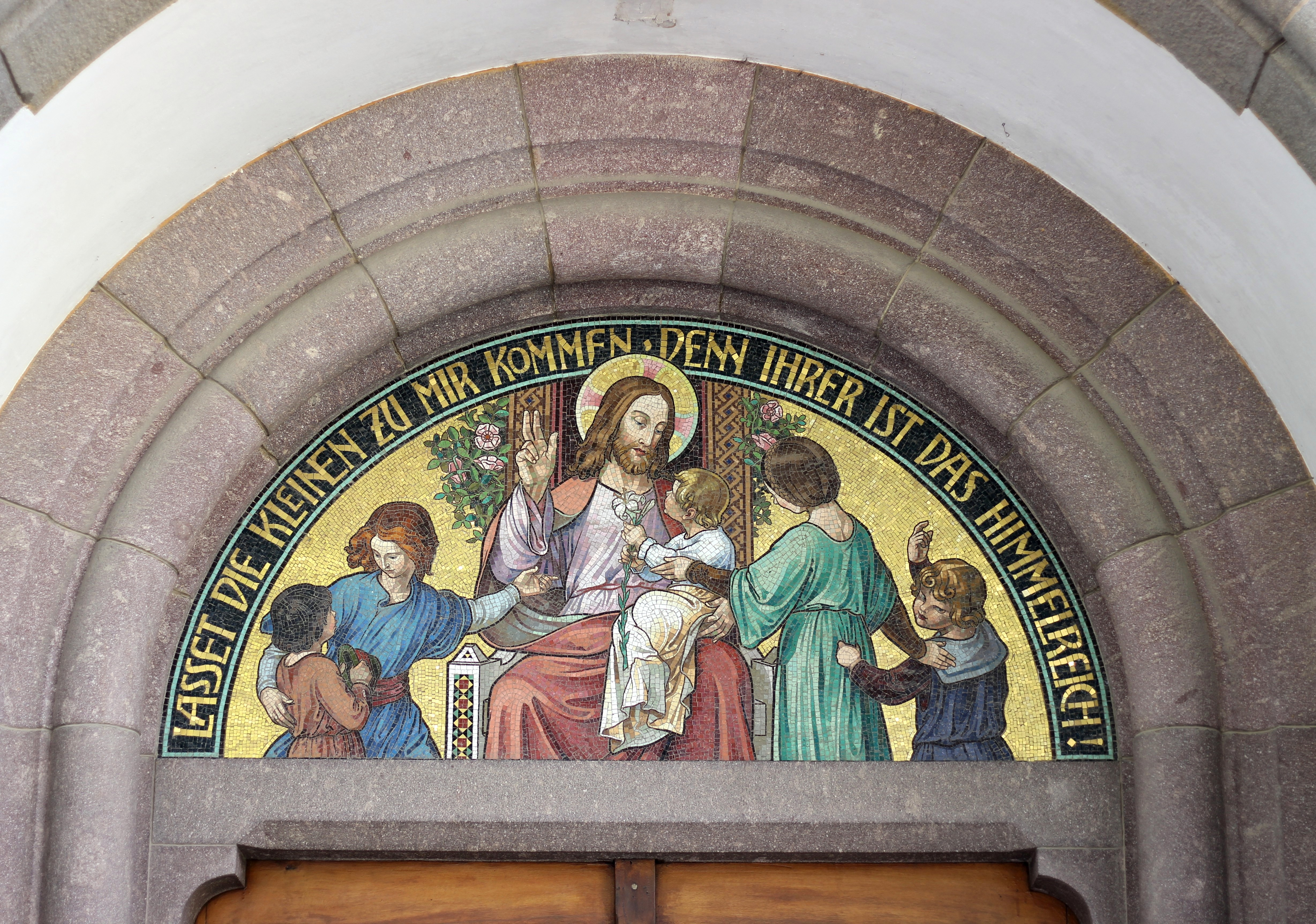
Mosaik über dem Portal, Herz-Jesu-Kirche Meran (1905)

- Fassadenmosaik, Christus in der Mandorla, Friedhofskapelle Steinach am Brenner, um 1898[5]
- Fassadenmosaik, Pfarrkirche Reith bei Seefeld, um 1900 (Entwurf: Rudolf Margreiter)[6]
- Fassadenmosaik, Wallfahrtskirche St. Nikolaus in Dormitz, 1902[7]
- Mosaikmedaillon an der Eingangsfassade, Barbarakirche, Fließ, 1902 (zugeschrieben)[8]
- Fassadenmosaik Anderl von Rinn, Kirche Mariä Heimsuchung in Judenstein, 1902 (überdeckt)[9]
- Giebelmosaik hl. Michael, Pfarrkirche Oberhofen im Inntal, 1904[10]
- Fassadenmosaik Herz Jesu, Pfarrkirche Gargazon, 1904[11]
- Apsismosaik und Mosaik im Tympanon, Herz-Jesu-Kirche Meran, 1905[12]
- Mosaik am Säulenportikus, Servitenkirche, Innsbruck, 1907[13]
- Fassadenmosaik Christus und die Evangelisten, Pfarrkirche Burgstall, 1907[14]
- Fassadenmosaiken, Lourdeskapelle Roppen, um 1909 (Entwurf: Emanuel Raffeiner)[15]
- Mosaik an der Eingangsfassade mit Madonna und hl. Isidor, Leonhard und Notburga, Pfarrkirche Roppen, 1910 (Entwurf: Emanuel Raffeiner)[16]
- Mosaik der Schmerzhaften Muttergottes im Giebelfeld der Zirler Kalvarienbergkirche, um 1912[17]
- Mosaiken am Erker des Gasthofs Krone in Inzing, um 1923[2]
- Fassadenmosaik und Mosaiken hl. Bernardo Tolomei empfängt die Ordensregel und Glorie des hl. Benedikt, Pfarrkirche Tanzenberg, 1924/1927[18]
- Mosaik Herz Mariä über dem Portal, Wallfahrtskirche Locherboden[4]